# Бойко Іван Іванович (Герой Радянського Союзу)
Іван Іванович Бойко (1916—1953) — старшина Робітничо-селянської Червоної Армії, учасник Другої світової війни, Герой Радянського Союзу (1943).

## Біографія
Іван Бойко народився в 1916 році в селі Саги (нині — Олешківський район Херсонської області) в сім'ї селянина. Здобув початкову освіту, працював у колгоспі. У 1937 році призваний на службу в Робітничо-селянську Червону армію. З 1941 року — на фронтах Другої світової війни. В 1943 році вступив у ВКП(б). До вересня 1943 року гвардії старший сержант Іван Бойко командував відділенням 84-го гвардійського окремого саперного батальйону 73-ї гвардійської стрілецької дивізії 7-ї гвардійської армії Степового фронту. Відзначився під час битви за Дніпро.
У ніч з 24 на 25 вересня 1943 року в районі села Бородаївка Верхньодніпровського району Дніпропетровської області Української РСР Бойко переправив на західний берег Дніпра близько 200 радянських солдатів і офіцерів і 5 тонн боєприпасів. Зворотними рейсами Бойко евакуював близько 100 поранених бійців. Пізніше на найважливіших шляхах підходу ворожих сил Бойко з групою саперів встановив міни.
Указом Президії Верховної Ради СРСР від 26 жовтня 1943 року за зразкове виконання бойових завдань командування на фронті боротьби з німецько-фашистськими загарбниками і проявлені при цьому мужність і героїзм гвардії старший сержант Іван Бойко був удостоєний високого звання Героя Радянського Союзу з врученням ордена Леніна і медалі «Золота Зірка» за номером 1355.
Після закінчення війни у званні старшини Бойко був демобілізований. Повернувся на батьківщину, працював головою колгоспу. Помер 29 листопада 1953 року.
Також нагороджений двома орденами Червоної Зірки і низкою медалей.